# Else Støckel
Else Støckel (født 30. oktober 1906, død 27. marts 1987) var en dansk tennisspiller, der vandt en række mesterskaber.
Hun var datter af generalløjtnant Johan Støckel, Hellerup (1867-1959), barnebarn af fotograf Gottlieb Støckel, Bornholm (1839-1889). Else Støckel skiftede via sine tre ægteskaber først efternavn til Hollis, herefter til Prochownik for at slutte som Else Schmith.
Else Støckel var en dansk tennisspiller (medlem af Hellerup Idrætsklub) og vandt i en enestående lang karriere i alt 39 danske mesterskaber i tennis: 14 i single, 19 i damedouble og seks i mixed double. Titlerne var spredt over perioden 1929-61, selv om den indvandrede og suveræne Hilde Sperling overtrumfede hende i perioden 1933-44 med 51 Danmarksmesterskaber. Else Støckel deltog i damesingle i Wimbledon i 1929, hvor hun blev slået ud i 3. runde, og hun præsterede desuden at være DM-finalist i damesingle med 36 års mellemrum, først i 1926 og senest i 1962.